# Серпень 2010
Се́рпень — восьмий місяць 2010 року, що почався в неділю 1 серпня та закінчився у вівторок 31 серпня.
- 1 серпня
  - Вступила в дію Конвенція про касетні боєприпаси
- 5 серпня
  - На референдумі в Кенії прийнято нову конституцію країни
  - Загальні вибори в Австралії не виявили переможця, в країні вперше за останні 70 років обрано так званий «підвішений» парламент
- 7 серпня
  - Серія зсувів ґрунту в окрузі Чжоуцюй китайської провінції Ганьсу забрала життя понад тисячі осіб
- 14-26 серпня
  - Перші Юнацькі Олімпійські ігри у Сінгапурі
- 19 серпня
  - Остання бойова бригада США покинула Ірак; у країні лишилося 50 тисяч американських солдатів для завдань навчання і охорони
- 21 серпня
  - У Бушері відбулася церемонія відкриття першої атомної електростанції Ірану, у будівництві якої Ісламській республіці надавала допомогу Росія
- 31 серпня
  - Президент США Барак Обама у зверненні до нації оголосив про припинення бойових дій в Іраку